# Рапп, Гален
Гален Рапп (англ. Galen Rupp, род. 8 мая 1986 года) — американский бегун на длинные дистанции, серебряный призёр Олимпийских игр 2012 года в беге на 10 000 метров и бронзовый призёр Олимпийских игр 2016 года в марафоне. Второй белокожий бегун после Криса Солински, кому удалось пробежать 10 000 метров быстрее 27 минут. Владеет рекордами США на дистанциях 10 000 метров (26.44,36), а также 2 мили в помещении — 8.07,2, 3000 м в помещении (7.30,16) и 5000 м в помещении (13.01,26).
В феврале 2013 года установил национальный рекорд на 3000 метров — 7.30,16.
На Нью-Йоркском полумарафоне 2011 года занял 3-е место с результатом 1:00.30.
Выступал на чемпионате мира 2013 года в Москве, на дистанции 5000 метров — 8-е место (13.29,87), на дистанции 10 000 метров — 4-е место (27.24,39).

## Сезон 2014 года
30 мая 2014 на соревнованиях Prefontaine Classic занял 1-е место в беге на 10 000 метров с новым рекордом Северной Америки — 26.44,36. 11 июня занял 3-е место на ExxonMobil Bislett Games в беге на 5000 метров — 13.03,35. 26 июня выиграл чемпионат США на дистанции 10 000 метров — 28.12,07.

## 2017
Серебряный призёр Бостонского марафона 2017 года (17 апреля, 2:09:58) и победитель Чикагского марафона 2017 года (8 октября, 2:09:20). Рапп стал первым за 15 лет гражданином США, выигравшим Чикагский марафон и первым американцем, родившимся в США, выигравшим этот марафон с 1982 года.